# Baritonsleutel
Met baritonsleutel duidt men zowel de c-sleutel aan geplaatst op de vijfde lijn van de (vijflijnige) notenbalk als ook de f-sleutel geplaatst op de derde lijn. De baritonsleutel geeft in beide gevallen dus aan dat een noot op de bovenste lijn de stamtoon c' uit het eengestreept octaaf voorstelt en een noot op de middelste lijn de stamtoon f uit het klein-octaaf.

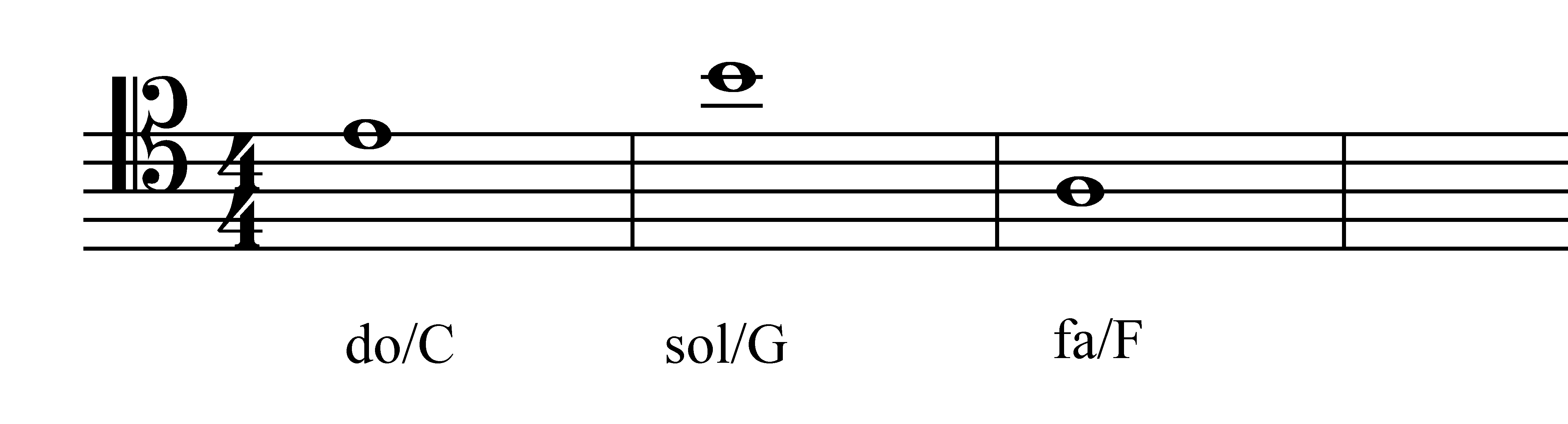
Baritonsleutel met c-sleutel

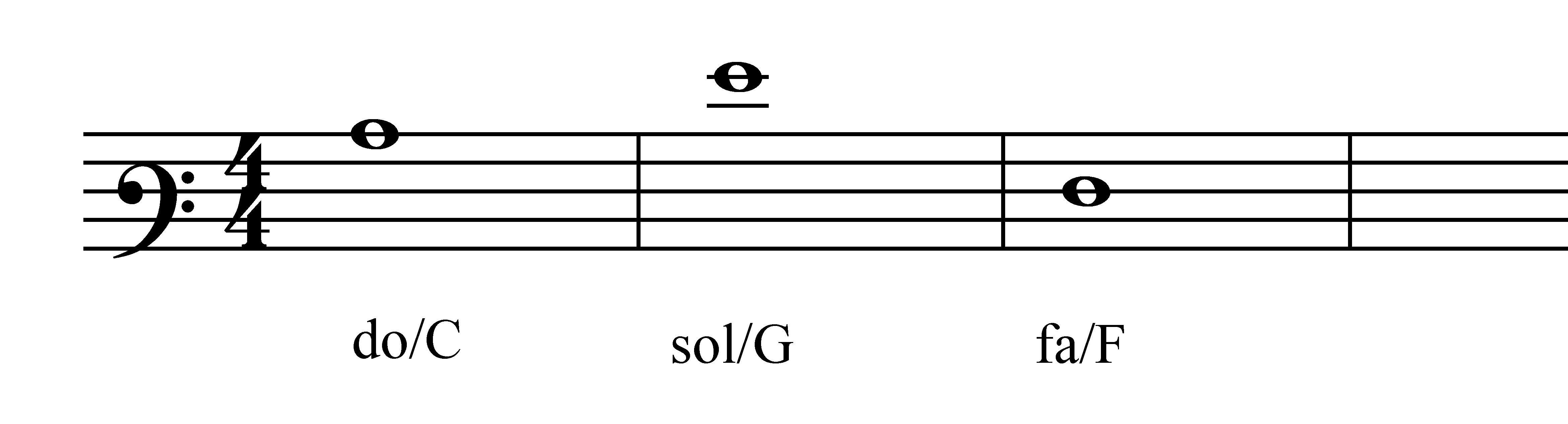
Baritonsleutel met f-sleutel

Er wordt nog maar weinig van deze sleutel gebruikgemaakt. Hij is geleidelijk aan verdwenen in de loop van de 19de eeuw.